# NRP Schultz Xavier

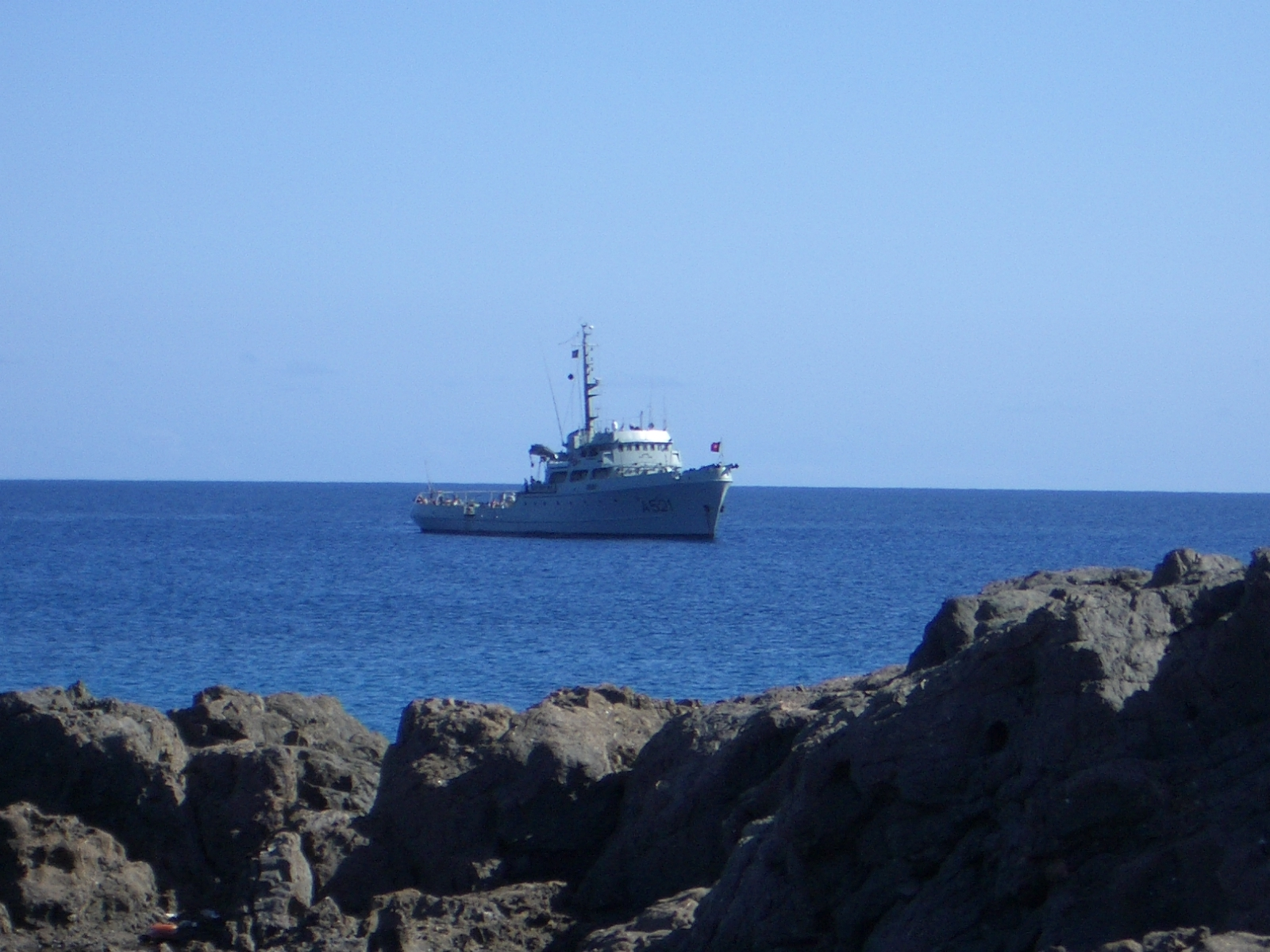
O NRP Schultz Xavier na Selvagem Pequena.

O NRP Schultz Xavier (A521) é um navio balizador e de combate à poluição da Marinha de Guerra Portuguesa. Construído no Arsenal do Alfeite, entrou ao serviço em julho de 1972 e recebeu o nome em homenagem ao contra-almirante Júlio Zeferino Schultz Xavier, o engenheiro hidrógrafo que, na primeira década do século XX, reorganizou os faróis em Portugal. Mantendo o número de amura "A521", o navio substituiu o NRP Almirante Schultz.
O Schultz Xavier tem como principal missão a balizagem e apoio aos faróis dos portos de Portugal Continental, Açores e Madeira, dispondo para o efeito de uma embarcação de apoio e de uma grua de 12 toneladas, bem como porões para transporte de material diverso. A sua configuração de navio balizador permite-lhe ainda apoiar operações de salvamento marítimo, designadamente, o reboque, o desencalhe de navios de porte médio, a recuperação de objectos afundados, bem como apoiar exercícios navais.
Em 1997, com a instalação de uma câmara hiperbárica, o navio aumentou a sua capacidade de apoio a operações com mergulhadores, motivando a redefinição do seu conceito de emprego e a aprovação de novas tarefas tipo.

## Cronologia
- Em Outubro de 2014, foi assinado o protocolo de aquisição de quatro navios da classe Flyvefisken à Dinamarca pelo ministro da Defesa Nacional do XIX Governo Constitucional de Portugal, José Pedro Aguiar-Branco, a fim de compor a classe Tejo.  Esta compra teve como objectivo render o NRP Schultz Xavier,[1] bem como os quatro navios da classe Cacine ainda em operação pela Marinha Portuguesa.[2]